# دوروثيا براندت
دوروثيا براندت (بالألمانية: Dorothea Brandt)‏ (و. 1984  م) هي سبّاحة ألمانية، ولدت في بريمرفورده، شاركت في الألعاب الأولمبية الصيفية 2004، والسباحة في الألعاب الأولمبية الصيفية 2016.

## روابط خارجية
- دوروثيا براندت على موقع الاتحاد الدولي للسباحة (الإنجليزية)
- دوروثيا براندت على موقع SwimRankings.net (الإنجليزية)
- دوروثيا براندت على موقع اللجنة الأولمبية الدولية (الإنجليزية)
- دوروثيا براندت على موقع أوليمبيديا (الإنجليزية)
- دوروثيا براندت على موقع اللجنة الأولمبية الألمانية (الألمانية)